# Ноєнштадт-ам-Кохер
Ноєнштадт-ам-Кохер (нім. Neuenstadt am Kocher) — місто в Німеччині, знаходиться в землі Баден-Вюртемберг. Підпорядковується адміністративному округу Штутгарт. Входить до складу району Гайльбронн.
Площа — 41,18 км2. Населення становить 10 214 ос. (станом на 31 грудня 2020).